# الجمعية الدولية للألعاب العالمية
الرابطة الدولية للألعاب العالمية منظمة رياضية عالمية تعترف بها اللجنة الأولمبية الدولية، وتنظم احتفالاً عالمياً بفعالياتها كل أربع سنوات تحت اسم (الألعاب العالمية).

## التاريخ
أسست الرابطة سنة 1981 في سيئول بكوريا الجنوبية، كمجلس الألعاب العالمية من 12 اتحاداً دولياً لرياضات ذات انتشار واسع في العالم وليست ضمن الألعاب الأولمبية. كان الهدف من المجلس توسيع حضور هذه الرياضات عالمياً. نظمت رابطة الألعاب العالمية الدولية تحت القانون السويسري كمنظمة غير حكومية وغير ربحية. في 1996، غُيِّر اسم المجلس إلى الرابطة الدولية للألعاب العالمية. ارتفع عدد الاتحادات المنضمة إليها إلى 37 اتحاداً كان آخرها الاتحاد الدولي لهواة المواي ثاي في إبريل  2014.

## العضوية
يجب أن تتمتع الاتحادات الأعضاء في الرابطة بعضوية الاتحاد الأكبر سبورت أكورد (SportAccord)؛ المظلة التي تجمع رياضات الكون أولمبية وغير أولمبية، والرابطة عضو فيه بدورها. يجب أن يكون للاتحادات الأعضاء حضور قوي جماهيرياً، وأن تكون خارج برنامج الألعاب الأولمبية.
الاجتماع العام هو أعلى جسم تشريعي للرابطة، وينظم كل أربع سنوات بعد دورة الألعاب العالمية. ينتخب فيه سبعة أعضاء تنفيذيون لأربع سنوات، كما تنتخب المدينة المنظمة للألعاب القادمة.
في 2010 بعد اجتماع مجلس الألعاب العالمية في دبي، علقت عضوية الاتحاد الدولي لكمال الأجسام واللياقة البدنية (IFBB) في الرابطة، بناءً على تقارير تعاطي المنشطات. أُكِّد القرار ثانية من محكمة التحكيم الرياضية.
في سنة 2014 نظمت بطولة العالم لكمال الأجسام للهواة كجزء من رابطة الألعاب العالمية في إشارة على ما يبدو إلى إعادة الاعتراف بهذه الرياضة في الرابطة.

## المجلس التنفيذي
- خوزيه بيرورينا لوبيز، الرئيس
- ماكش بايشوب، نائب الرئيس
- لوكاس هندر، الأمين العام
- آنا آرظانوفا، عضو
- توم دايلين، عضو
- فوميو موروكا، عضو
- جواكيم جروسو، مدير تنفيذي

## الاتحادات الأعضاء
تضم الرابطة الدولية للألعاب العالمية 37 اتحاداً رياضياً دولياً هي:
| الرقم | الرياضة                         | المنظمة                                       | يوم التأسيس | سنة التأسيس | تاريخ الانضمام للألعاب العالمية | ملاحظات |
| ----- | ------------------------------- | --------------------------------------------- | ----------- | ----------- | ------------------------------- | ------- |
| 1     | الآيكيدو                        | الاتحاد الدولي للآيكيدو                       |             | 1940 ؟      | 1989                            |         |
| 2     | الرياضات الجوية                 | الاتحاد الدولي للرياضات الجوية                |             | 1905        | 1997                            |         |
| 3     | النبالة                         | الاتحاد الدولي للنبالة                        | 4 سبتمبر    | 1931        | 1985                            |         |
| 4     | رياضات البلياردو                | الكونفدرالية الدولية لرياضات البلياردو        | 25 يناير    | 1992        | 2001                            |         |
| 5     | كمال الأجسام واللياقة البدنية   | الاتحاد الدولي لكمال الأجسام واللياقة البدنية |             | 1946        | 1981                            |         |
| 6     | رياضات البولس                   | الكونفدرالية الدولية لرياضات البولس           |             | 1985        | 1985                            |         |
| 7     | البولينج                        | الاتحاد الدولي للبولينج                       |             | 1952        | 1981                            |         |
| 8     | الكانو                          | الاتحاد الدولي للكانو                         |             | 1946        | 2005                            |         |
| 9     | صيد السمك                       | الاتحاد الدولي لصيد السمك                     |             | ()          | 1981                            |         |
| 10    | رياضة الرقص                     | الاتحاد الدولي لرياضة الرقص                   | 12 مايو     | 1957        | 1997                            |         |
| 11    | كرة القبضة                      | الاتحاد الدولي لكرة القبضة                    | 25 يوليو    | 1960        | 1985                            |         |
| 12    | كرة الأرض                       | الاتحاد الدولي لكرة الأرض                     |             | 1986        | 1997                            |         |
| 13    | الصحن الطائر                    | الاتحاد الدولي للصحن الطائر                   |             | 1985        | 1989                            |         |
| 14    | الجمباز                         | الاتحاد الدولي للجمباز                        | 23 يوليو    | 1881        | 1981                            |         |
| 15    | كرة اليد                        | الاتحاد الدولي لكرة اليد                      | 11 يوليو    | 1946        | 2001                            |         |
| 16    | الهوكي                          | الاتحاد الدولي للهوكي                         | 7 يناير     | 1924        | 1981                            |         |
| 17    | الجوجوتسو                       | الاتحاد الدولي للجوجوتسو                      |             | 1977        | 1997                            |         |
| 18    | الكاراتيه                       | الاتحاد الدولي للكاراتيه                      | 10 أكتوبر   | 1970        | 1981                            |         |
| 19    | الكيك بوكسينج                   | الرابطة الدولية لمنظمات الكيك بوكسينج         |             | 1976        |                                 |         |
| 20    | كورفبول                         | الاتحاد الدولي للكورفبول                      | 11 يونيو    | 1933        | 1985                            |         |
| 21    | اللكروس                         | الاتحاد الدولي للكروس                         |             | 2008        |                                 |         |
| 22    | إنقاذ الحياة                    | الاتحاد الدولي لإنقاذ الحياة                  | 24 فبراير   | 1993        | 1985                            |         |
| 23    | الموياي تاي                     | الاتحاد الدولي لهواة الموياي تاي              |             | 1993        | 2014                            |         |
| 24    | كرة الشبكة                      | الاتحاد الدولي لروابط كرة الشبكة              |             | 1960        | 1985                            |         |
| 25    | رياضة الملاحة                   | الاتحاد الدولي لرياضة الملاحة                 | 21 مايو     | 1961        | 2001                            |         |
| 26    | رياضة القوة                     | الاتحاد الدولي لرياضة القوة                   |             | 1971        | 1981                            |         |
| 27    | راكيتبول                        | الاتحاد الدولي للراكيتبول                     |             | 1979        | 1981                            |         |
| 28    | رياضة البكرة                    | الاتحاد الدولي لرياضة البكرة                  | إبريل       | 1924        | 1981                            |         |
| 29    | الرجبي                          | الاتحاد الدولي للرجبي                         |             | 1886        | 2001                            |         |
| 30    | الكرة اللينة                    | الاتحاد الدولي للكرة اللينة                   |             | 1952        | 1981                            |         |
| 31    | رياضة التسلق                    | الاتحاد الدولي لرياضة التسلق                  | 27 يناير    | 2007        | 2005                            |         |
| 32    | الاسكواش                        | الاتحاد الدولي للاسكواش                       |             | 1967        | 1997                            |         |
| 33    | السومو                          | الاتحاد الدولي للسومو                         |             | 1992        | 2001                            |         |
| 34    | الركمجة                         | الاتحاد الدولي للركمجة                        |             | 1964        |                                 |         |
| 35    | شد الحبل                        | الاتحاد الدولي لشد الحبل                      |             | 1960        | 1981                            |         |
| 36    | الرياضات تحت المائية            | الاتحاد الدولي للرياضات تحت المائية           | 11 يناير    | 1959        |                                 |         |
| 37    | التزلج على الماء والويك بوردينج | الاتحاد الدولي للتزلج على الماء والويك بورد   |             | 1955        | 1981                            |         |

## وصلات خارجية
- الموقع الرسمي للرابطة الدولية للألعاب العالمية